# Мікроелектроніка

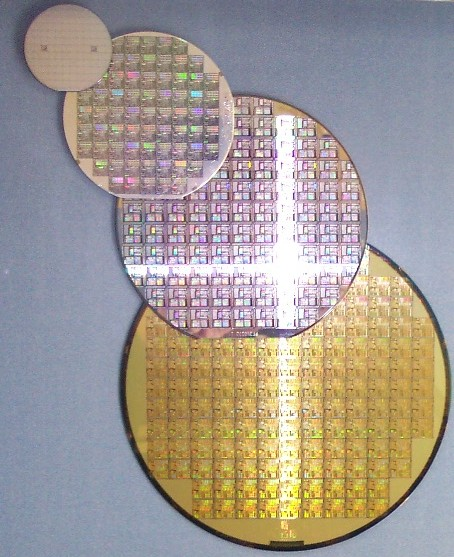
Кремнієві пластини з готовими мікросхемами перед розрізанням на окремі кристали

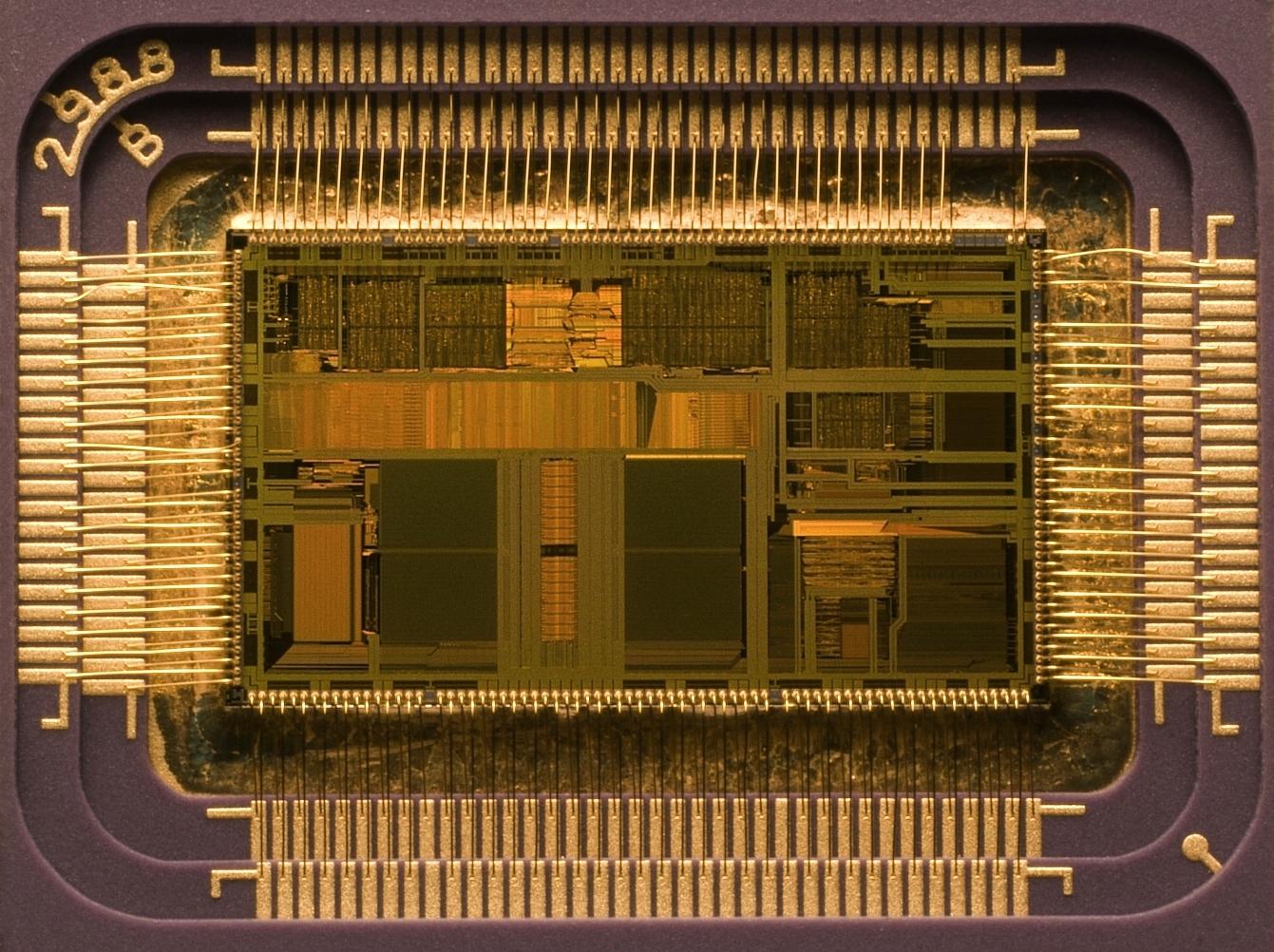
Інтегральна схема (IC) як приклад застосування в галузі мікроелектроніки. Корпус мікросхеми відкривається, щоб можна було побачити фактичну схему. З боків можна побачити золотисті з’єднувальні кабелі, які утворюють електричну проводку між мікросхемою та контактами корпусу.

Мікроелектро́ніка — галузь сучасної промисловості, виробництво кремнієвих кристалів інтегральних мікросхем. Мікроелектроніка — це непорушний фундамент не тільки всієї сучасної індустрії інформаційних і комп'ютерних технологій, але і дуже багатьох суміжних галузей — побутової електроніки, індустрії розваг (включаючи музику і відео), медицини, військової і автомобільної промисловості тощо.

## Мікросхемотехніка і топологія
Слід розрізняти два основні напрями розвитку індустрії виробництва мікросхем. Перше — розробка архітектури, що включає вибір тих або інших функцій і особливостей майбутніх схем, мікросхемотехніку і компоновку на кристалі функціональних блоків і їхніх елементів, які втілюють вибрані функції. А також — оптимізація готових блоків з метою усунення вузьких місць, підвищення продуктивності і надійності роботи майбутніх схем, спрощення і здешевлення їхнього масового виробництва. Ці роботи можна умовно назвати «паперовими» — вони виконуються «на кінчику пера» і існують лише у вигляді комп'ютерних файлів і креслень проектів майбутніх мікросхем, що зовсім не виключає багатократного комп'ютерного моделювання фізичної роботи як окремих блоків, так і мікросхеми в цілому. Для цього використовуються спеціальні, ретельно узгоджені з реальними приладами фізичні моделі транзисторів і інших функціональних елементів. І чим ретельніше змодельована робота проекту, тим швидше і з меншими помилками буде виготовлена сама мікросхема (мається на увазі її фінальний, масовий варіант). Адже відладка, пошук і виправлення помилок проектування у вже готовому кристалі, як правило, значно складніший і дорожчий, ніж моделювання на комп'ютері.

## Напівпровідникові технології
Другий основоположний напрям — це власне напівпровідникові технології виробництва мікросхем. Сюди входять наукова розробка і втілення в «кремнії» все швидших і менших транзисторів, схем зв'язку між ними і іншим «обрамленням» мікроструктур на кристалі, створення технологій виготовлення малюнку ліній і транзисторів на поверхні кремнію, нових матеріалів і устаткування для цього, а також «manufacturability» — область знань про те, як виробляти мікросхеми вищої якості, швидші, з більшою кількістю придатних кристалів на пластині, меншим числом дефектів і розкидом робочих параметрів.
Більшість компонентів звичайної електроніки, так само застосовуються і в мікроелектроніці: резистори, конденсатори, котушки індуктивності, діоди, транзистори, ізолятори і провідники, але вже у вигляді мініатюрних пристроїв в інтегральному виконанні. Цифрові інтегральні мікросхеми в основному складаються з транзисторів. Аналогові схеми в основному містять резистори і конденсатори. Котушки індуктивності використовуються в схемах, що працюють на високих частотах.
З розвитком техніки, розміри компонентів постійно зменшуються. При дуже великому ступені інтеграції компонентів, а отже і при максимальній мінімізації їхніх розмірів, питання міжелементної взаємодії стає дуже актуальним. Дана проблема носить назву паразитні явища. Одне з основних завдань проектувальника — це компенсувати або мінімізувати ефект паразитних витоків.

## Старт промислової мікроелектроніки[2]
У 1962 році уряд колишнього Радянського Союзу прийняв постанову про розвиток мікроелектронної промисловості та створення у Зеленограді під Москвою Наукового центру мікроелектроніки з філіями у Києві, Мінську, Ризі, Вільнюсі, Тбілісі й ряді інших міст. Уже через декілька років невелике містечко під Москвою перетворилося у столицю мікроелектроніки — радянську «кремнієву долину», на зразок створеної у США. Зеленоград було відбудовано практично заново.
Не була залишена без уваги й Україна. З ініціативи і за допомогою Олександра Івановича Шокіна (голова Державного комітету СРСР з електронної техніки, згодом — міністр електронної промисловості) в Києві на початку 1962 р. відкрилася виставка засобів мікроелектроніки, які випускалися підприємствами Комітету. На неї були запрошені керівники київських приладобудівних підприємств. У аргументованому виступі на відкритті виставки О.I.Шокін переконливо показав переваги мікроелектроніки і необхідність її розвитку в Україні.
Першим на заклик голови Держкомітету відізвався Іван Васильович Кудрявцев, директор Київського НДІ радіоелектроніки, що давно мріяв перевести громіздкі корабельні радіоелектронні системи на нову технічну базу. Відразу після виставки він доручив групі молодих інженерів на чолі з Станіславом Олексійовичем Моральовим ознайомитися із станом справ в СРСР і за кордоном і підготувати пропозиції щодо розвитку мікроелектроніки в інституті.
Півроку потому, коли з'явилася урядова постанова про розвиток мікроелектронної промисловості, було створене Київське конструкторське бюро з мікроелектроніки КБ-3 Державного комітету РМ СРСР з електронної техніки. Його керівником призначили С. О. Моральова. За згодою I.В.Кудрявцева в нову організацію перейшли ряд співробітників КНДІРЕ — В. Д. Борисенко, В.I.Кибальчич, Г. П. Апреленко та ін. Спеціалізація КБ-3 — мікромініатюризація радіолокаційної апаратури, відповідала інтересам I.В.Кудрявцева і тому спочатку нова організація розміщалася в КНДІРЕ.
Колектив КБ-3 до кінця 1963 р. приступив до роботи в новому приміщенні. Його «фундатори» — Моральов, Борисенко, Корнєв, Белевський та ін. розпочали розробку гібридних інтегральних схем (ІС) із використанням тонких плівок тантала.
Цей матеріал мав високу стабільність своїх фізичних властивостей, радіаційну стійкість, унікальні технологічні властивості, що дозволяли одержати в єдиному технологічному процесі тонкоплівочні резистори, конденсатори, діелектричні прошарки для пасивної частини гібридної ІС. Це спрощувало технологічний цикл і підвищувало якість схем.
Проте, тантал виявився «міцним горішком» — для одержання плівок потрібно було створити принципово нові типи електронно-променевих гармат великої потужності, складне вакуумне устаткування, установки контролю параметрів схем. Все це зайняло достатньо багато часу і серійний випуск ІС на танталі почався лише в 1968 р., коли уже два роки існував НДІ «Мікроприлад», створений на базі КБ-3. (НДІ «Мікроприлад» Міністерства електронної промисловості СРСР був організований у 1966 році).
Згідно з технічними завданнями, узгодженими з генеральними конструкторами бортової апаратури для літаків, космічної бортової техніки (Сергєєв, «Хартрон», Харків) був розроблений ряд гібридних тонкоплівочних ІС на танталі (система «Пенал»), а для побутової радіоелектронної апаратури, що випускалася Міністерством радіопромисловості СРСР — система «Кулон».
Розроблені гібридні ІС і апаратура на їхній основі успішно пройшли випробування і показали високі техніко-економічні характеристики. Використання ІС «Пенал» у бортовій навігаційній апаратурі дозволило зменшити її вагу в 2,5 рази, об'єм у 3 рази, збільшити надійність у декілька разів. Застосування ІС «Кулон» у радіоприймачі «Меридіан» Київського ВО ім. С. П. Корольова зменшило його габарити, збільшило термін служби, знизило трудомісткість складальних операцій і собівартість виробу. «Меридіан» став першим радіоприймачем на інтегральних схемах, який було випущено заводами України.
За пропозицією Олега Костянтиновича Антонова — головного конструктора Київського авіазаводу — були проведені спільні роботи з визначення оптимальних шляхів мікромініатюризації бортової літакової апаратури для керування польотом. Познайомившись у ці роки з Олегом Костянтиновичем С. О. Моральов зберіг дружбу з видатним конструктором і вченим на багато років і багато разів обговорював із ним перспективи розвитку мікроелектроніки стосовно задач літакобудування.
У короткі терміни сімейства гібридних ІС «Пенал» i «Кулон» одержали широке впровадження в радіоелектронній апаратурі. Їх серійне виробництво було організовано на дослідному заводі інституту і його філії в м. Свєтловодську. Технологія виготовлення гібридних ІС на танталі була передана на підприємства Ленінграда, Харкова, Москви та ін., ліцензія на неї була продана в Угорську Народну республіку.
Великий внесок в організацію серійного виробництва ІС зробив Олександр Іванович Корнєв — головний інженер дослідного заводу «Мікроприлад», вихованець Київського державного університету, де він працював у лабораторії відомого українського фізика Находкіна Миколи Григоровича.
Розроблена вперше в колишньому СРСР технологія виробництва тонкоплівочних резисторних і ємнісних мікросхем на основі тантала дозволила підвищити продуктивність при виготовленні гібридних ІС у 5-10 разів і збільшити відсоток виходу придатних ІС до 90 %. Про складність вирішеної в КБ-3 — НДІ «Мікроприлад» задачі свідчить той факт, що на той час таку технологію мали лише три фірми у світі, причому тільки одна з них (BM Laboratories, США) розробила її самостійно.
З ініціативи Моральова, директора НДІ «Мікроприлад» i його заступника з науки Костянтина Михайловича Кролевца було прийняте рішення про поступовий перехід до розробки твердотільних ІС на МОН транзисторах.
Основною особливістю цих схем є те, що всі їхні компоненти (транзистори, діоди, резистори і конденсатори) виконуються на одній монокристалічній пластинці напівпровідника (скорочено МОН (рос. МОП) відображує структурний склад транзистора — метал, окисел, напівпровідник (рос. полупроводник)).
Пропозиції НДІ «Мікроприлад» по спеціалізації в галузі МОП-інтегральних схем були розглянуті на засіданні колегії Зеленоградського Наукового центру. Колегія затвердила запропонований С. О. Моральовим план робіт інституту.
Наступив новий етап у роботі «Мікроприладу». Фізико-технологічні питання розробки МОП-ІС очолили Кролевець та Петін, схемотехніки — Молчанов та Кобилінський, машинне проектування топології — Таборний. Наукове керівництво роботами здійснювали Моральов та Кролевець.
Спочатку була розроблена серія інтегральних схем «Кобра» із рівнем інтеграції до 30 елементів на кристалі. У 1968 р. було розпочато її серійне виробництво на дослідному заводі НДІ. Вона широко застосувалась у виробах цифрової техніки Мінприладу.
За завданням Міністерства електронної промисловості в 1970 р. було створено перший у колишньому СРСР і Європі мікрокалькулятор на 4-х великих інтегральних схемах МОП-ВІС із ступенем інтеграції до 500 транзисторів на кристалі. Великі інтегральні схеми (ВІС) виготовлялися на дослідному заводі НДІ «Мікроприлад». Виготовлення мікрокалькуляторів проводилося в м. Свєтловодську, де знаходилася філія дослідного заводу.